# Rhamnus serrata
Rhamnus serrata là một loài thực vật có hoa trong họ Táo. Loài này được Humb. & Bonpl. ex Willd. miêu tả khoa học đầu tiên năm 1819.